# Стефан Чохаджиев
Стефан Доброславов Чохаджиев е български археолог, специалист по праистория, доцент във Великотърновския университет. Той е по-малкият брат на археолога Михаил Чохаджиев. Баща е на археолога Александър Чохаджиев, с когото са провеждали съвместни археологически проучвания на известната праисторическа селищна могила при село Хотница. Известен е със систематичните си археологически изследвания, посветени на неолитните и енеолитни култури в басейна на река Струма. В продължение на двадесет години работи като археолог към Окръжния музей в Кюстендил, а през 1997 год. се премества в гр. Велико Търново и става преподавател по праистория във Великотърновския университет. Автор е на редица научни трудове и публикации. Ръководил е множество археологически проувания на територията на България, сред които: разкопките на селищната могила при село Хотница, праисторическите селища край селата Слатино, Крайници, Дядово, Сушина и Ваксево.
Научните му интереси са в областта на праисторията и включват: неолит, енеолит, ранната социална диференциация и археоастрономия.

## Биография
Стефан Чохаджиев е роден на 20 ноември през 1953 година в град Горна Оряховица. Завършва Великотърновският университет „Св. св. Кирил и Методий“, специалност „История“. От 1997 година е преподавател по праистория към Катедра „Археология“ на Великотърновския университет.

### Археологически проучвания

#### Праисторическо селище при село Дяково, община Дупница
Праисторическото селище се намира в местността „Градището“ и е проучена през 1980 година. Проучени са части от два жилищни хоризонта, отнасящи се към средата на V хил. пр.н.е. – прехода от ранна към късна каменно-медна епоха. Открити са над 50 цели и фрагментирани керамични съда. Сред оръдията на труда е намерен клин, чието съдържание на чиста мед е почти 100%, което е свидетелство за много напреднали умения в областта на металообработването.

#### Праисторическо селище край село Слатино, община Бобошево
Праисторическото селище се намира в местността „Чардако“ край село Слатино. Проучванията му продължава през периода 1981 – 1988 година. Тук са регистрирани пет жилищни хоризонта от ранния енеолит – началото на V хил. пр.н.е. Открити са повече от 500 керамични съда, някои от които са истински произведения на приложното изкуство; изключително разнообразна антропоморфна и зооморфна пластика, култови масички, модели на жилища и пещи и много битови предмети. Сред оръдията на труда е открит клин (изработен от чиста мед) – като това е най-ранният известен такъв, откриван в ранно-енеолитно селище. Уникална находка е и модел на пещ и/или на светилище с изобразена върху дъното графична схема интерпретирана от Стефан Чохаджиев като „календарна система“. Според него тази находка, както и някои от другите открити в селището находки, свидетелстват за наличието на астрономически познания на харата от епохата на енеолита. Върху част от съдовете, а и върху отделни предмети, се срещат т.нар. „предписмени знаци“.

#### Праисторическо селище край село Сушина, Шуменско
От 2007 година Чохаджиев е ръководител на археологическите разкопки на праисторическата селищна могила при село Сушина, Област Шумен. Проучването на обекта продължава повече от десет години и е едно от значимите открития на българската праистория. Тук се разкриват уменията на праисторическия човек в сферата на изграждането на фортификационни съоръжения. Спойката (специфичен вид прото хоросан), която е използвана при строежа на каменните стената на селището, е свидетелство за най-ранната употреба на такова свързващо вещество при изграждането на съоръжения от подобен тип.

## Отношения с Държавна сигурност
През есента на 2017 година Комисията по досиетата обнародва списък с принадлежност на български граждани към Държавна сигурност и разузнавателните служби на Българската народна армия, където името на Стефан Чохаджиев фигурира като „секретен сътрудник агент с псевдоним Попов“. Впоследствие доц. Чохаджиев публикува в профила си в социалната мрежа обяснение, с което се опитва да оправдае присъствието на името му в досиетета на бившата Държавна сигурност. По повод регистрирането му като агент на Държавна сигурност той пише, че това е направил във връзка с: "... непримиримата му борба с иманярите и търгашите с културни ценности от обкръжението на Людмила Живкова – това е мой професионален императив! И по тази причина аз я потърсих, а не тя мен, защото фамилията ми е достатъчно пострадала от деветосептемврийската власт!... въпросният предмет, за който се обърнах към милицията, бе иззет от тия галеници на властта, и отдавна е в експозицията на НИМ. Та по този повод станах „агент на ДС“ – без декларация, и без никакво заплащане!"

## Признания
- През 2016 година доц. Стефан Чохаджиев е отличен с грамота и „Златен грифон“ на Министерството на културата за постижения в науката и проучванията на селищната могила Нуриюк при село Сушина, община Върбица, Шуменско.[8]

## Научни публикации
Доц. Стефан Чохаджиев има над 80 статии, студии и монографии.